# Cooperativa de Alta Costura

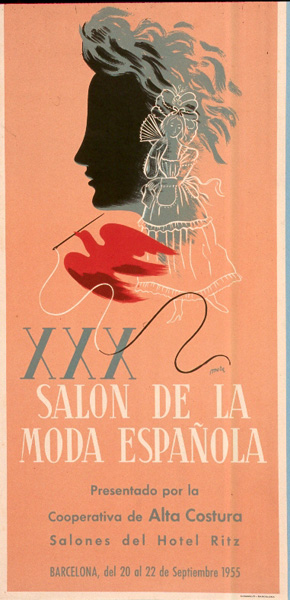
Cartel del XXX salón de la moda española

La Cooperativa de Alta Costura fue una organización española nacida en Barcelona en 1940 en referencia a lo que aconteció años antes en París, cuando se estructuró la alta costura a través de la Chambre Syndicale de La Couture Parisienne para evitar la copia y presentar de forma semestral en el Salón de la Moda de España las creaciones de los modistas. Hoy en día los integrantes de esta Chambre están obligados a presentar dos colecciones al año en la ciudad de París, en fechas fijadas por la Chambre, con al menos 75 modelos originales por colección, diseñados y confeccionados en talleres propios, y sujetos a comisiones de control , el taller debe contar con un mínimo de 20 empleados fijos. 
Los creadores de moda españoles en aquel periodo se convertirían en embajadores de lo español por todo el mundo como en la muestra de "Alta Costura Española" que dentro del Pabellón Español se realizó con motivo de la Exposición Universal de Bruselas en 1958. La Cooperativa editó una revista propia durante mucho tiempo y su Salón funcionó hasta entrados los años ochenta del siglo pasado para pasar a fusionarse con el prêt a porter años después. En Madrid llegaron a realizarse algunos de sus dos desfiles regulares por temporada. 
Los miembros de la Cooperativa variaron según los años, pero algunos de los propulsores fueron Pedro Rodríguez, Manuel Pertegaz, Asunción Bastida, Santa Eulalia y El Dique Flotante, a los que se sumaron con el tiempo otros como Elio Berenguer. En la década de 1960, Pertegaz abandonó el grupo y entraron Mir, Rovira y, más tarde, Rosser. Madrid estaba representada en la Cooperativa por: Lino, Marvel, Herrera y Ollero, Rosina y Vargas Ochagavía. Elio Berhanyer acabó abriendo sucursal en Barcelona.   
Pedro Rodríguez, además de ser socio fundador, fue el presidente de la Cooperativa desde su creación hasta su muerte 50 años después. 
El mayor auge de la Alta Costura en España se produjo entre 1940 y 1970. En los 60 el prêt-à-porter acabará con el diseño de las piezas únicas de la Alta Costura convirtiendo la moda en  cada vez más accesible dado su precio y su producción en serie.   